# Daewoo Precision Industries K4
Daewoo Precision Industries K4 — скорострельный автоматический гранатомет калибра 40×53 мм, используемый вооруженными силами Республики Корея .
К4 был разработан как дополнение к подствольному гранатомету К-201 (присоединяемому к автомату К2).

## История
K4 был разработан в 1994 году.

## Конструкция
Он имеет вес в 65,9 кг и имеет скорострельность до 325 выстрелов в минуту при дальности стрельбы в 1,5 км. При необходимости использования в ночных условиях на ствольной коробке можно установить прицел ночного видения KAN/TVS-5.
K4 визуально напоминает гранатомёт Mk 19.

## Страны-эксплуатанты

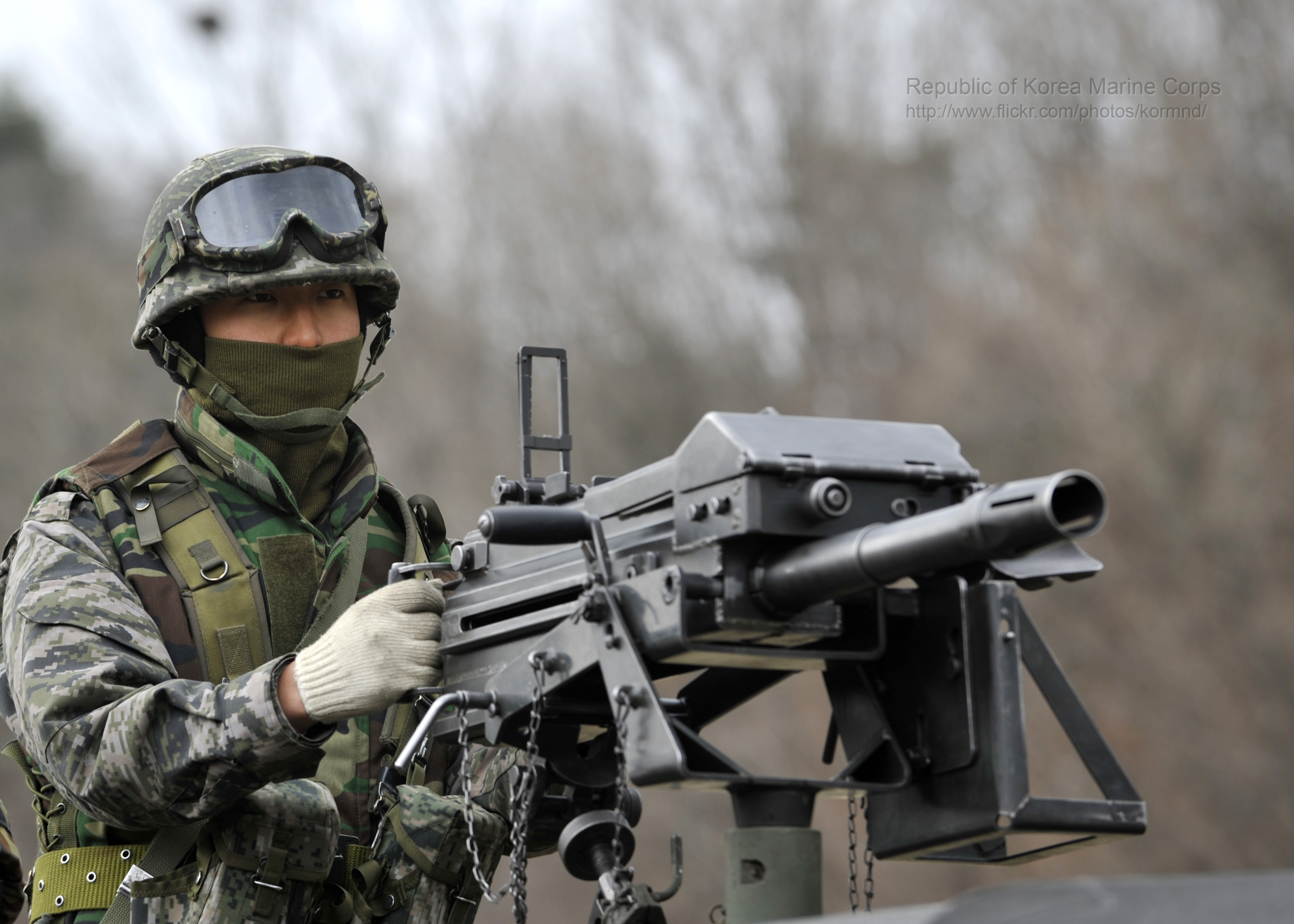
Морской пехотинец РК стоит по стойке смирно за Daewoo K4.

- Ирак: Небольшая партия данных гранатомётов было закуплено иракским спецназом и установлены на Humvee.[3]
- Ливия: Были закуплены в 2009 году.[4]
- Мексика: Закупаются с 2011 года.[5]
- Польша: Несколько сотен K4 были заказаны в 2022 году.[6]
- Республика Корея
- Сингапур[7]